# مدرسه علمیه ابراهیمیه
مدرسه علمیه ابراهیمیه مربوط به اواخر دوره قاجار است و در شهرستان قزوین، خیابان تبریز، محله آخوند، کوچه سردار واقع شده و این اثر در تاریخ ۲۵ اسفند ۱۳۷۹ با شمارهٔ ثبت ۳۳۱۵ به‌عنوان یکی از آثار ملی ایران به ثبت رسیده است.